# Амурская (река)
Аму́рская (устар. Лопатинка) — река в России, на юге острова Сахалин. Длина — 30 км. Площадь водосборного бассейна — 50 км².
Впадает в Невельской залив Татарского пролива. Протекает по Невельскому району Сахалинской области.
Общее направление течения с северо-запада на юго-восток. Берёт начало с Южно-Камышового хребта.
Названа русскими первопроходцами в XVII веке, от эвенского Амар — «большая река».

## Данные водного реестра
По данным государственного водного реестра России относится к Амурскому бассейновому округу.
Код объекта в государственном водном реестре — 20050000212118300006991.